# Richard Yorke
Richard Francis Charles Yorke (* 28. Juli 1885 in Kensington; † 22. Dezember 1914 in Givenchy-lès-la-Bassée, Frankreich) war ein britischer Hindernis- und Mittelstreckenläufer.

## Karriere
Yorke begann nach seinem Schulabschluss eine Ausbildung zum Bankangestellten und entdeckte zur gleichen Zeit seine Leidenschaft für die Leichtathletik. Im Jahr 1903 trat er dem Verein Blackheath Harriers bei. 1908 nahm er an den Olympischen Spielen in London teil. Hier scheiterte er in der Disziplin 3200 m Hindernis im Vorlauf. Vier Jahre später folgte seine zweite Olympiateilnahme – bei den Spielen in Stockholm schied er über 800 m und 1500 m jeweils nach dem Vorlauf aus.
Neben seiner sportlichen Karriere trat Yorke 1906 in das 7. Middlesex Volunteer Rifle Corps ein. Auch hier engagierte er sich im Laufsport und nahm regelmäßig an Wettbewerben teil. Ab 1914 diente er mit diesem Regiment im Ersten Weltkrieg. Noch im selben Jahr fiel er bei Gefechten nahe Ypern.